# Kaas Briketfabrik i Store Vildmose
|  | Denne artikel er oprettet af botten Steenthbot ud fra en ekstern database. Den kan derfor have sproglige fejl eller mangler. Denne skabelon kan fjernes efter kontrol af indholdet. |

Kaas Briketfabrik i Store Vildmose er en dansk dokumentarisk optagelse fra 1964.

## Handling
Optagelser af arbejdet på Kaas Briketfabrik i Store Vildmose. Jorden rives op og fræses, så tørvesnuset bliver let og findelt. Dernæst skrabes det sammen med traktorer for at blive læsset i tipvogne, der kører ud til transportstedet, hvorfra lastbiler fyldes og kører tørvesnuset ind til Kaas Briketfabrik. Bussen i baggrunden kører arbejderne fra Kaas og ud til Store Vildmose.
Når tørvesnuset ankommer, tømmes hver container ned i et læssesystem, der bagefter fordeler tørvesnuset på de enkelte vogne. Det lille “skur” på læssemaskinen rummer manden, der styrer læsse-processen. Dernæst køres det ud på “snusstakken”, der er 8 meter høj. Her oplagres store mængder tørvesnus til vinterproduktionen, eftersom snus kun kan bjerges i sommerperioden.
Filmen er i farver, bortset fra de sidste 4 minutter.